# Rätzlingen
Rätzlingen település Németországban, azon belül Alsó-Szászország tartományban. Lakosainak száma 468 fő (2023. december 31.). Rätzlingen Oetzen és Uelzen községekkel határos.

## Népesség
A település népességének változása:
| Lakosok száma | 472  | 475  | 475  | 465  | 467  | 468  |
|               | 2016 | 2017 | 2019 | 2021 | 2022 | 2023 |